# Лёгкая атлетика на летних Олимпийских играх 1920 — бег на 3000 метров с препятствиями
Соревнования в беге на 300 метров с препятствиями у мужчин на Олимпийских играх 1920 года прошли 18 и 20 августа.

## Забеги
Первые 3 легкоатлеты в каждом забеге выходили в финал.
| Место | Атлет             | Гражданство | Время      |
| ----- | ----------------- | ----------- | ---------- |
| 1     | Майкл Девани      | США         | 10'23"0 OR |
| 2     | Эрнесто Амброзини | Италия      | (10'33"6)  |
| 3     | Оскари Риссанен   | Финляндия   | (11"07"5)  |
| 4     | Эдмонд Броссард   | Франция     | —          |

| Место | Атлет         | Гражданство | Время     |
| ----- | ------------- | ----------- | --------- |
| 1     | Патрик Флайнн | США         | 10'36"0   |
| 2     | Ларс Хедвалл  | Швеция      | (10'43"5) |
| 3     | Рэй Уотсон    | США         | (10"49"0) |
| 4     | Роберт Гейер  | Франция     | (11"11"9) |

| Место | Атлет              | Гражданство    | Время      |
| ----- | ------------------ | -------------- | ---------- |
| 1     | Перси Ходж         | Великобритания | 10'17"4 OR |
| 2     | Густаф Маттссон    | Швеция         | (10'22"6)  |
| 3     | Альберт Халсебош   | США            | (10"26"8)  |
| 4     | Илмари Весамаа     | Финляндия      | (10"32"2)  |
| 5     | Фредерик Лангренэй | Франция        | (10"39"8)  |
| 6     | Джордж Гильон      | Франция        | (10"44"3)  |
| —     | Карло Мартиненги   | Италия         | DNF        |
| —     | Йозеф Хольснер     | Швеция         | DNF        |

## Финал
| Место | Атлет             | Гражданство    | Время      |
| ----- | ----------------- | -------------- | ---------- |
| 1     | Перси Ходж        | Великобритания | 10'00"4 OR |
| 2     | Патрик Флайнн     | США            | (10'21"1)  |
| 3     | Эрнесто Амброзини | Италия         | (10'32"0)  |
| 4     | Густаф Маттссон   | Швеция         | (10'32"1)  |
| 5     | Майкл Девани      | США            | (10'34"3)  |
| 6     | Альберт Халсебош  | США            | (10'37"7)  |
| 7     | Ларс Хедвалл      | Швеция         | (10'42"2)  |
| 8     | Рэй Уотсон        | США            | (10'50"3)  |
| -     | Оскари Риссанен   | Финляндия      | DNS        |